# Distorsion de ségrégation méiotique
 (juin 2020).
Si vous disposez d'ouvrages ou d'articles de référence ou si vous connaissez des sites web de qualité traitant du thème abordé ici, merci de compléter l'article en donnant les références utiles à sa vérifiabilité et en les liant à la section « Notes et références ».
En génétique, la distorsion de ségrégation méiotique (ou distorsion de ségrégation, ou distorsion méiotique) correspond à la situation lors de laquelle, à l’issue de la méiose, l’un des deux allèles d’un locus d’une cellule hétérozygote a le pouvoir d’être surreprésenté dans les gamètes.

## Mécanismes
La méiose est la division cellulaire qui, chez les individus à reproduction sexuée, permet la production de cellules haploïdes à partir d’une cellule diploïde contenant le génome biparental. La méiose est supposée assurer une répartition égale de l’information génétique initiale entre les deux cellules filles.
Pour un locus donné, la génétique mendélienne montre que lors de la méiose, la moitié des gamètes (spermatozoïde ou ovule) reçoit un exemplaire du gène paternel et que l’autre moitié des gamètes reçoit un exemplaire du gène maternel. 
Cette répartition équitable des allèles n’est cependant pas toujours de règle, la méiose constituant un moment favorable à l’apparition de conflits génétiques.
En effet, les deux formes alléliques au niveau d’un locus sont en compétition pour leur représentation dans les gamètes. Dans une cellule hétérozygote, si l’un des allèles a le pouvoir d’entraîner un biais dans la ségrégation méiotique qui lui permet d'être représenté dans la majorité des gamètes, alors il sera sélectionné au fil des générations.
Cependant, le facteur de distorsion ne peut être sélectionné que si  le biais de ségrégation ne fait pas chuter de manière trop importante la fertilité de l’individu, ce qui viendrait contrebalancer le pouvoir de distorsion.
La distorsion de ségrégation peut conduire in fine à la disparition de la forme allélique contre-sélectionnée. Dans ce cas le facteur de distorsion devient invisible puisque tous les individus en héritent.
La distorsion de ségrégation méiotique est universellement répandue et a été mise en évidence chez de nombreuses espèces d’animaux et de plantes. Elle rentre dans le large domaine des « conflits génétiques » et est un argument fort pour la « théorie du gène égoïste ».

## Cas des déterminants génétiques du sexe
Chez les espèces dont la détermination du sexe se fait grâce aux chromosomes sexuels, comme chez les mammifères et les oiseaux, l’un des sexes possède deux chromosomes sexuels identiques, alors que l’autre sexe possède deux chromosomes sexuels différents et détermine le sexe de sa descendance.
Lorsque la méiose de l’individu hétérogamétique au niveau de ses chromosomes sexuels se passe normalement, une  moitié des gamètes récupère un chromosome et l’autre moitié des gamètes l’autre chromosome. Ce partage uniforme assure un nombre égal de mâles et de femelles dans la descendance de l’individu.
Si un chromosome sexuel est capable de biaiser la ségrégation de manière à favoriser sa transmission dans les gamètes, il sera sélectionné au cours du temps et pourra modifier le sex-ratio de la population.
Cependant, un facteur de distorsion sexuel ne peut jamais envahir une population pour la raison suivante : le parent (hétérozygote pour le déterminant sexuel) qui est capable d’augmenter le taux d’un sexe dans sa descendance, provoque par la même occasion une baisse des possibilités de multiplication de ce sexe majoritaire. En effet, le sexe le plus rare (qui ne contient pas le facteur de distorsion) est celui qui a le plus de possibilité de trouver des partenaires sexuels dans la population, et donc aussi celui qui est le plus à même de transmettre ses gènes. Tôt ou tard, le sex-ratio est donc conduit à s’équilibrer dans la population.
Très largement répandue chez les espèces, la distorsion de ségrégation méiotique au niveau des chromosomes sexuels a été très étudiée chez la mouche drosophile.